# Gora Qabaristan
Gora Qabaristan (urdsky گورا قبرِستان; též Gora Kabristan, oficiálně Maseehi Qabraistan) je jediný dosud funkční křesťanský hřbitov v pákistánském hlavním městě Karáčí.
Byl založen ve 40. letech 19. století během britské koloniální nadvlády. Do roku 1981 byl rozdělen na protestantskou a katolickou část. Roku 2014 byl na hřbitově z iniciativy křesťanského obchodníka P. H. Gilla vztyčen více než čtyřicetimetrový kříž.
K význačným osobnostem pohřbeným na hřbitově patří řeholnice Ruth Pfau či generál Władysław Turowicz.